# Henri-François Gaultier de Claubry
Henri-François Gaultier de Claubry  (* 21. Juli 1792 in Paris; † 4. Juli 1878 ebenda) war ein französischer Chemiker (Toxikologe).
Gaultier de Claubry war Sohn eines Arztes, studierte in Paris und war Repetitor an der École polytechnique. Ab 1835 war er Professor der Chemie an der École de Pharmacie und ab 1859 Professor für Toxikologie.
1814 entdeckte er mit Jean-Jacques Colin den Nachweis von Stärke durch Blaufärbung mit Iod.
Er schrieb das Kapitel forensische Chemie (Traité élémentaire de chimie legale) im Handbuch der forensischen Medizin von J. Briand und Ernest Chaudé (1846).
Er entdeckte die Vorteile der Gallseife zur Fleckentfernung.